# Lepus starcki
Lepus starcki és una espècie de llebre de la família Leporidae que viu a Etiòpia.